# Яків Давидовський
Яків Давидовський (? — після 1785) — діяч київського магістрату, перший призначений голова київського магістрату в 1781–1785 роках.

## Життєпис
Походив з козацького роду. Народився в м. Ічня на Чернігівщині. Про дату народження замало відомостей. Здобув гарну освіту. У 1742 року призначається полковим канцеляристом до Прилуцької полкової канцелярії. 1747 року у званні військового канцеляриста поступає на роботу до Генерального суду. Тут з 1754 року захищав інтереси київського магістрату в судових суперечках (за це отримував подарунки харчами та крамом). 1757 року отримав атестат про гарну службу. Того ж року перебирається до Києва.
Тут обирається на посаду магістратського писаря. Спочатку мав гарні стосунки з війтом Іваном Сичевським, але потім вступив з ним у конфлікт, відстоюючи інтереси київських міщан і магістрату. За це 1760 року отримав право підписуватися третім після війта та бурмистра. У 1761 року деякі урядники київського магістрату подали скаргу на некомпетентність писаря Давидовського, який «…не знав магдебурзького права і не вмів читати польською і латинською мовами». Через це переклади документів з магістратського архіву виконував священик Успенського собору Іоанн Леванда. Однак Якова Давидовського не усунули з посади писаря. 1762 року був у складі делегації магістрату, що їздили до імператора Петра III за підтвердження магдебурзького права для Києва.
1763 року війт вимагає звільнення Давидовського та призначення нового писаря, що й було зроблено. Магістрат не визнав призначення нового писаря Кузьмінського і вимагав повернути Давидовського. У 1765 році його було відновлено на посаді. З обранням у 1766 році війтом Григорія Пивоварова Давидовський вступив у суперечку з новим війтом. 
1767 року було знову звільнено з посади писаря. Останній оскаржив таке рішення, що потягло за собою офіційне розслідування. 1770 року остаточно було визнано законність звільнення Давидовського, навіть доведено його професійну непридатність обійманій посаді. У 1772 році обирається бурмистром, завдяки чому отримав чин бунчукового товариша. Перебував на посаді до 1775 року.
У 1781 році після смерті Григорія Пивоварова посаду війта скасовано й запроваджено посаду голови магістрату. Першим її обійняв Яків Давидовський, якого було призначено на посаду, а не обрано. Втім, його повноваження були обмеженні в частині керування містом. Разом з тим стає головою губернського магістрату (своєрідної судової палати), який розбирав справи міщан усіх міст Лівобережної України. 1782 року в совісному суді судився з секунд-майором Дмитром Бессарабським щодо скасування весілля між донькою Давидовського Анастасією та Бессарабським.
1785 році після запровадження Міського Положення склав повноваження. було утворено міську шестигласну думу, на чолі якої стояв міський голова. Першим таким обрано Василя Копистенського. Про подальшу долю замало відомостей, є згадки, що Давидовський засідав у Верхній розправі Київського намісництва, де розглядалися судові справи.

## Родина
Діти: 
- Яків Давидовський, полковник
- Анастасія